# تمويه تحت الماء

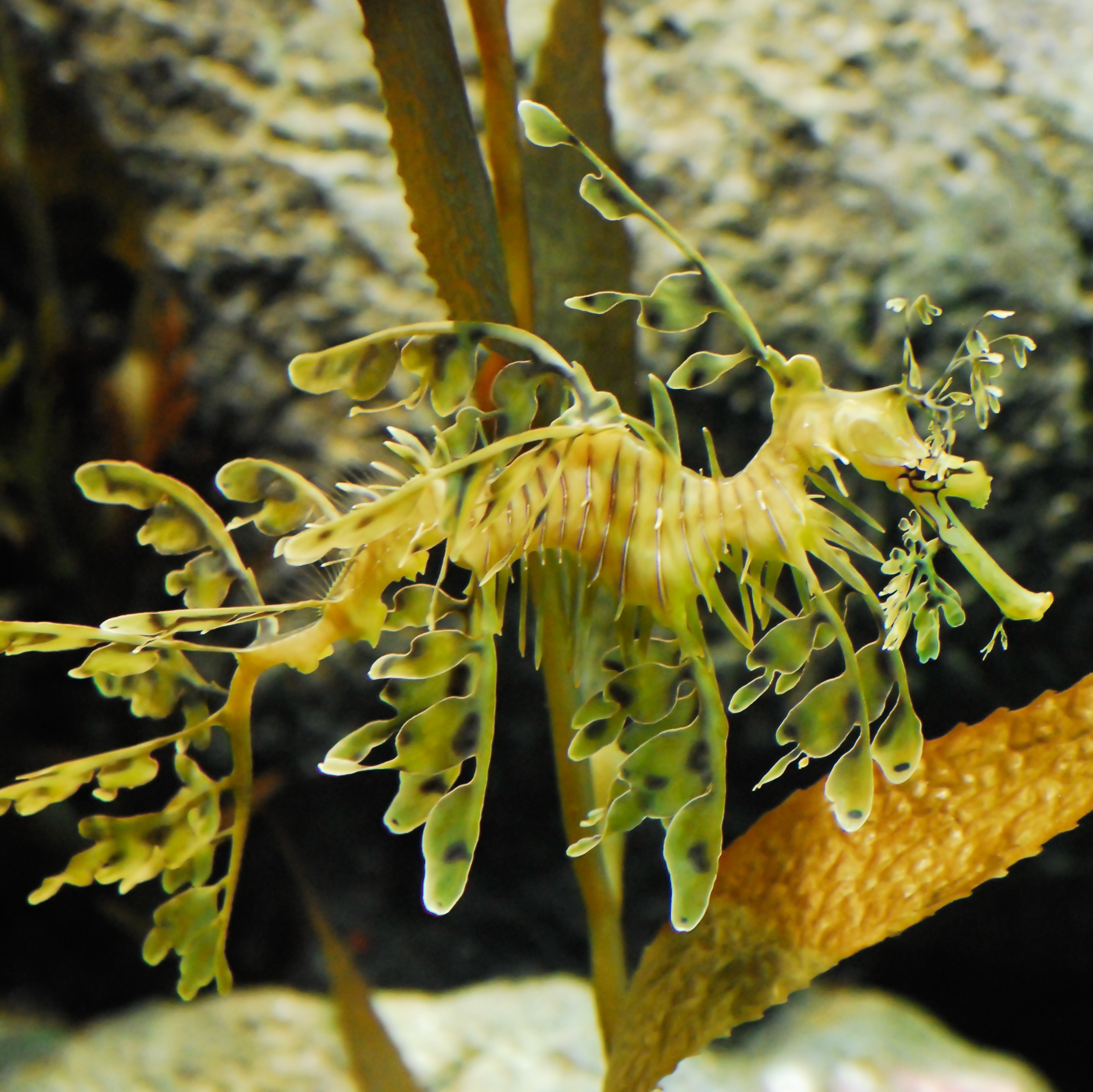
يتجنب تنين البحر المورق التعرف عليه من قبل الحيوانات المفترسة، وله نتوءات ولون وسلوك يشبه الطحالب

التمويه تحت الماء (بالإنجليزية: Underwater camouflage)‏ هو مجموعة الأساليب لتحقيق التخفي - تجنب الملاحظة - والذي يسمح للكائنات المائية المرئية بالبقاء غير ملحوظة من قبل الكائنات الأخرى مثل الحيوانات المفترسة والفرائس.
يختلف التمويه في المسطحات المائية الكبيرة بشكل ملحوظ عن التمويه على اليابسة. البيئة متشابهة بشكل أساسي من جميع الجهات. يأتي الضوء دائمًا من الأعلى ، ولا توجد عمومًا خلفية متغيرة تقارن بالأشجار والشجيرات. بالقرب من سطح البحر، يعد الانعكاس واللون الأزرق أكثر أشكال التمويه شيوعًا. في الأسفل، يكون التظليل المضاد أكثر شيوعًا، مع وجود لون أزرق على الجانب الظهري والأبيض على الجانب البطني. تحت المنطقة المضائة، تكون الشفافية أكثر شيوعًا. في المنطقة المعتمة، يكون اللون الأحمر والأسود شائعًا، وغالبًا ما يكون مصحوبًا بضيائية حيوية. في أعمق المناطق مثل المناطق القاعية لمنطقة الأخاديد القاعية العميقة، تستخدم معظم الحيوانات ألوانًا حمراء شاحبة وبيضاء كريمية.
التمويه في المياه الضحلة نسبيًا يشبه إلى حد كبير التمويه الأرضي، حيث تستخدم العديد من الحيوانات طرقًا إضافية. على سبيل المثال، يستخدم سرطان الزينة الزخرفة الذاتية؛ التنكر من قبل حيوانات مثل تنين البحر الورقي؛ التظليل المضاد من قبل العديد من الأسماك بما في ذلك أسماك القرش؛ الإلهاء باستخدام بقع العين من قبل العديد من الأسماك؛ التمويه النشط من خلال القدرة على تغيير اللون بسرعة في الأسماك مثل الليمونة، والرأسيات بما في ذلك الأخطبوط، والحبار، والسبيدج.

## في السياق
تُوفر القدرة على التمويه ميزة للبقاء على قيد الحياة في الصراع المستمر بين الحيوانات المفترسة والفريسة. لقد أدى الانتقاء الطبيعي إلى ظهور مجموعة واسعة من أساليب البقاء في المحيطات.
في اليونان القديمة، علق أرسطو في كتابه "تاريخ الحيوان" على قدرات تغيير اللون، سواء للتمويه أو للإشارة، لدى رأسيات الأرجل بما في ذلك الأخطبوط:
"الأخطبوط ... يبحث عن فريسته عن طريق تغيير لونه ليصبح مشابهًا للون الحجارة المجاورة له، يفعل ذلك أيضًا عندما يكون قلقًا."

## طرق التمويه
توجد ثلاث طرق رئيسية للتمويه تسود في المحيطات: الشفافية، الانعكاس، والإضاءة المضادة.تعتبر الشفافية والعاكسية أهمها في أعلى 100 متر من المحيط، الإضاءة المضادة هي الطريقة الرئيسية من 100 متر إلى 1000 متر، بينما يصبح التمويه أقل أهمية في المياه المظلمة تحت 1000 متر. تستخدم معظم حيوانات البحر المفتوح على الأقل إحدى هذه الطرق لإخفاء نفسها. يشبه التمويه في المياه الضحلة نسبيا التمويه الأرضي، حيث تستخدم الحيوانات في العديد من المجموعات المختلفة طرقًا إضافية. تُوصف طرق التمويه هذه بدورها أدناه.

### الشفافية

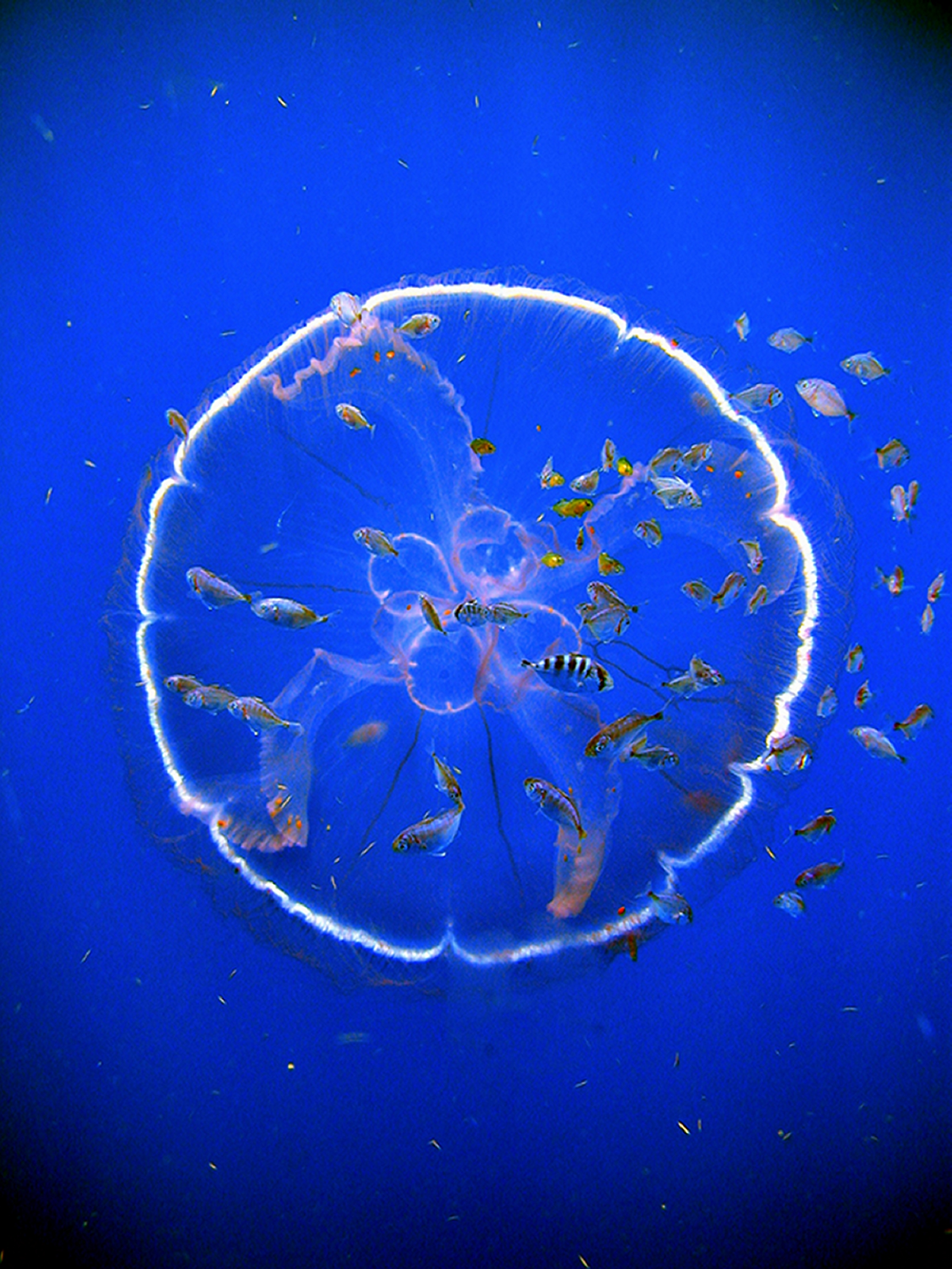
العديد من حيوانات البحر المفتوح، مثل قنديل البحر أوريليا لابياتا، شفافة إلى حد كبير.

الشفافية شائعة، وحتى مهيمنة، بين حيوانات البحر المفتوح، خاصة تلك التي تعيش في المياه الضحلة نسبيا. توجد هذه الظاهرة في العوالق من العديد من الأنواع، وكذلك الحيوانات الأكبر مثل قنديل البحر والسالبيات (الغلاليات الطافية) والمشطيات. العديد من الحيوانات البحرية التي تطفو بالقرب من السطح شفافة للغاية، مما يمنحها تمويها شبه كامل. ومع ذلك، يصعب تحقيق الشفافية للأجسام المصنوعة من مواد لها معامل انكسار مختلف عن مياه البحر. تمتلك بعض الحيوانات البحرية مثل قنديل البحر أجسامًا جيلاتينية تتكون أساسًا من الماء، الطبقة المتوسطة السميكة لديها عديمة الخلايا وشديدة الشفافية. وهذا يجعلها طافية بشكل ملائم، ولكنه يجعلها أيضًا كبيرة بالنسبة لكتلة عضلاتها، لذلك لا يمكنها السباحة بسرعة. تتراوح نسبة الشفافية للحيوانات العوالق الجيلاتينية بين 50 و 90 بالمائة. تعتبر شفافيتها بنسبة 50 بالمائة كافية لجعل الحيوان غير مرئي للحيوانات المفترسة مثل القد على عمق 650 متر (2130 قدم)، يلزم شفافية أفضل لإخفاء الفريسة في المياه الضحلة، حيث يكون الضوء أكثر سطوعاً ويمكن للحيوانات المفترسة الرؤية بشكل أفضل. على سبيل المثال، يمكن للقد أن يرى الفريسة الشفافة بنسبة 98٪ في الإضاءة المثلى في المياه الضحلة. لذلك، تكون الشفافية أكثر فعالية في المياه العميقة.

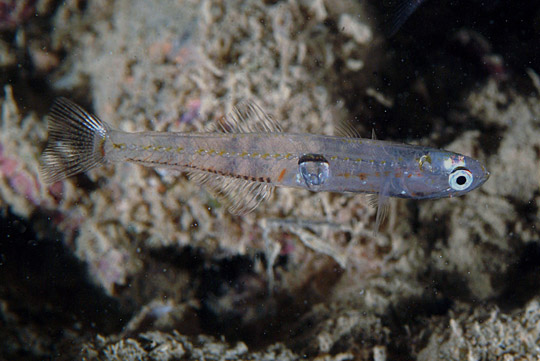
القوبيني الشفاف

بعض الأنسجة مثل العضلات يمكن جعلها شفافة، بشرط أن تكون إما رقيقة جدًا أو منظمة في طبقات منتظمة أو ألياف صغيرة مقارنة بطول موجة الضوء المرئي. ومن الأمثلة المألوفة لأجزاء الجسم الشفافة عدسة العين وقرنية العين لدى الفقاريات. تتكون العدسة من بروتين الكريستالين [الإنجليزية]، بينما تتكون قرنية العين من بروتين الكولاجين. لا يمكن جعل تركيبات أخرى شفافة، ولا سيما شبكية العين أو الأبنية المماصة لامتصاص الضوء في العين - يجب أن تمتص الضوء لتتمكن من العمل. يجب أن تكون عين الكاميرا للفقاريات والرأسيات معتمة تمامًا. أخيرًا، تظهر بعض التركيبات لسبب محدد، مثل اجتذاب الفريسة. على سبيل المثال، تشبه الخلايا اللاسعة (خلايا اللسع) للسحاريات الشفافة مجذافيات أرجل صغيرة. تشمل أمثلة الحيوانات البحرية الشفافة مجموعة واسعة من اليرقات، بما في ذلك الجوفمعويات، وقناديل البحر الجرسية، والسالبيات، وبطنيات القدم، والديدان كثيرات الأشعار، والعديد من القشريات الشبيهة بالروبيان، والأسماك. في حين أن معظم هذه الحيوانات البالغة معتمة وملونة، تشبه قاع البحر أو الشواطئ التي تعيش فيها. قناديل البحر المشطية البالغة وقنديل البحر عادة ما تكون شفافة، مثل خلفيتها المائية. الأسماك الصغيرة (ميكروفيليبنوس أمازونيكوس) في نهر الأمازون والروبيان المرتبطة بها، جولدينجي الزائفة، شفافة لدرجة أنها "تقريبًا غير مرئية". علاوة على ذلك، يبدو أن هذه الأنواع تختار ما إذا كانت ستكون شفافة أم أكثر تقليديةً (منقوشة بشكل متقطع) وفقًا للخلفية المحلية في البيئة.

### الإنعكاس

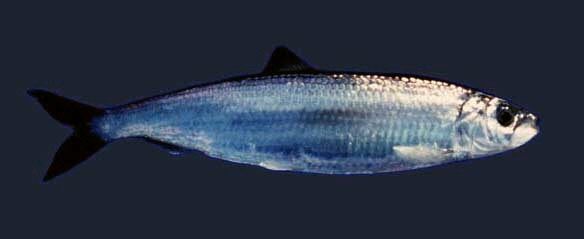
الرنكة البالغة، رنكة أطلسية، هي سمكة فضية نموذجية تعيش في أعماق متوسطة.

تكون عاكسات الرنجة عمودية تقريبًا للتمويه من الجانب.

العديد من الأسماك مغطاة بقشور عاكسة للغاية، مما يجعلها تبدو مثل المرايا الفضية. يعتبر الانعكاس من خلال التفضيض (التغطية بالفضة) شائعًا أو مهيمنًا بين أسماك البحر المفتوح، خاصة تلك التي تعيش في الأعماق التي تصل إلى 100 متر. عندما لا يمكن تحقيق الشفافية، يمكن تقليدها بفعالية عن طريق التفضيض لجعل جسم الحيوان عاكسًا للغاية. في الأعماق المتوسطة بالبحر، يأتي الضوء من الأعلى، لذلك فإن المرآة الموجهة رأسياً تجعل الحيوانات مثل الأسماك غير مرئية من الجانب. معظم الأسماك في المحيط العلوي مثل السردين والرنجة تُموه عن طريق التفضيض.
سمكة الفأس البحرية [الإنجليزية] مسطحة للغاية جانبيًا (من جانب إلى جانب) تاركة الجسم بسماكة ملليمترات فقط، والجسم فضي للغاية ليشبه ورق الألومنيوم. تتكون المرايا من هياكل مجهرية تشبه تلك المستخدمة لتوفير التلوين الهيكلي: مكدسات تتراوح بين 5 و 10 بلورات من الغوانين متباعدة بحوالي ربع طول الموجة للتداخل البناء وتحقيق انعكاس يقارب 100٪. في المياه العميقة التي تعيش فيها سمكة الفأس، يتسرب الضوء الأزرق فقط بطول موجة يبلغ 500 نانومتر ولابد من عكسه، لذلك توفر المرايا التي يبلغ طولها 125 نانومتر تمويهًا جيدًا.
في الأسماك مثل الرنجة التي تعيش في المياه الضحلة، يجب أن تعكس المرايا خليطًا من الأطوال الموجية، وبالتالي فإن للأسماك تكدسات بلورية لها نطاق واسع من المسافات المختلفة. ومن التعقيدات الأخرى للأسماك التي تكون أجسامها مستديرة المقطع العرضي أن المرايا ستكون غير فعالة إذا وُضعت بشكل مسطح على الجلد، حيث ستفشل في الانعكاس أفقيًا. يُحقق تأثير المرآة الكلي باستخدام العديد من العاكسات الصغيرة، وكلها موجهة رأسياً. يوجد التفضيض أيضًا في الحيوانات البحرية الأخرى وكذلك الأسماك. الرخويات، بما في ذلك الحبار والأخطبوط والسبيدج، لها مرايا متعددة الطبقات مصنوعة من البروتين بدلاً من الغوانين.

### الإضاءة العكسية

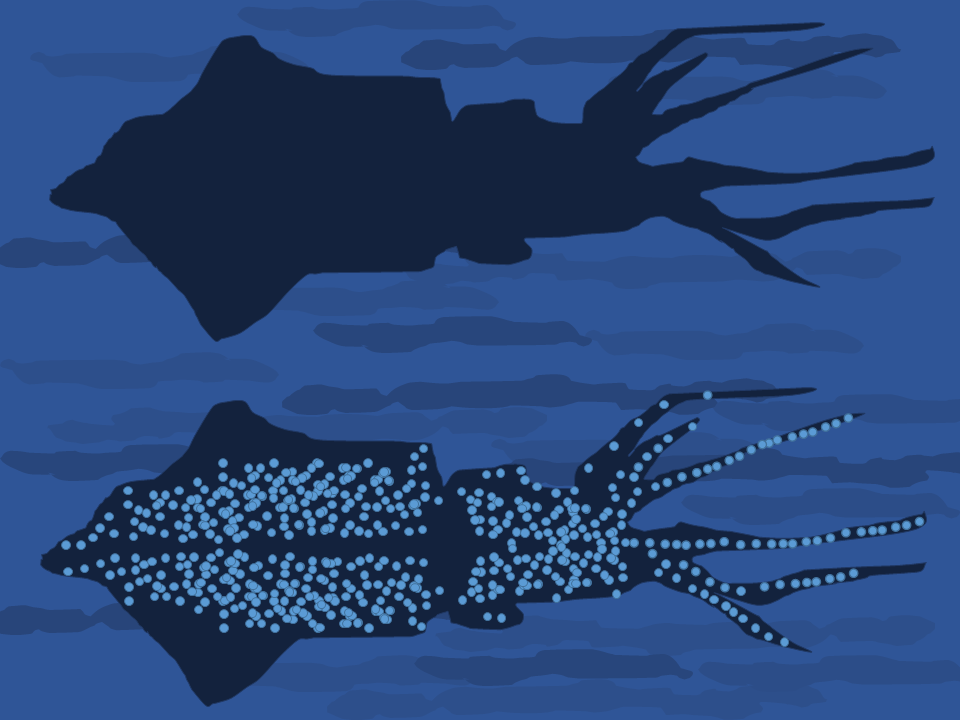
مبدأ الإضاءة العكسية في الحبار

الإضاءة العكسية من خلال التوهج الحيوي في الجزء السفلي (المنطقة البطنية) من الجسم يوجد في العديد من الأنواع التي تعيش في المحيط المفتوح حتى عمق 1000 متر تقريبًا. يزيد الضوء الناتج من سطوع الحيوان عند رؤيته من الأسفل لمطابقة سطوع سطح المحيط؛ إنه شكل فعال من أشكال التمويه النشط. يُستخدم بشكل ملحوظ من قبل بعض أنواع الحبار، مثل حبار المياه الوسطى [الإنجليزية]. تحتوي هذه الكائنات على أعضاء منتجة للضوء (بؤرات ضوئية) متناثرة في جميع أنحاء أسفلها، مما يخلق توهجًا براقًا يمنع الحيوان من الظهور كشكل داكن عند رؤيته من الأسفل. من المحتمل أن يكون تمويه الإضاءة العكسية هو الوظيفة الأساسية للتوهج الحيوي للعديد من الكائنات البحرية، على الرغم من أن الضوء ينتج أيضًا لجذب أو للكشف عن الفريسة وللإشارات.

### تعاكس الظلال

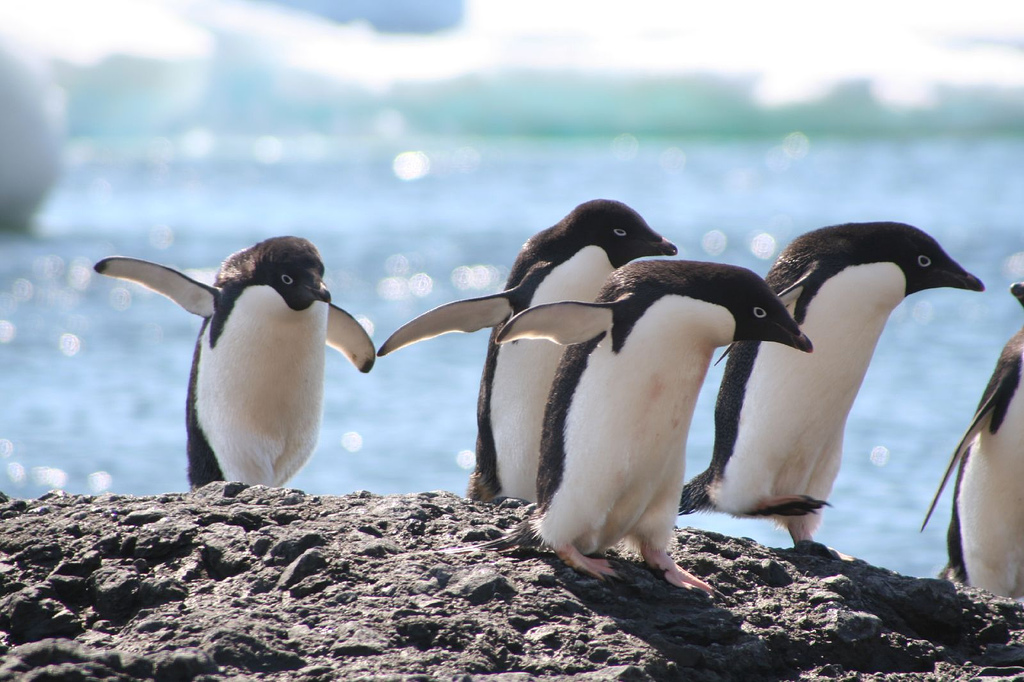
طيور البطريق أديلي، بيضاء من الأسفل وداكنة من الأعلى.

تعاكس الظلال العلوي/السفلي شائع بين الأسماك بما في ذلك أسماك القرش والمارلين والماكريل، والحيوانات في مجموعات أخرى مثل الدلافين والسلاحف والبطاريق. هذه الحيوانات لها جوانب علوية داكنة لتتناسب مع أعماق المحيط، وجوانب سفلية فاتحة لتجنب الظهور داكنة ضد سطح البحر اللامع.

### المحاكاة

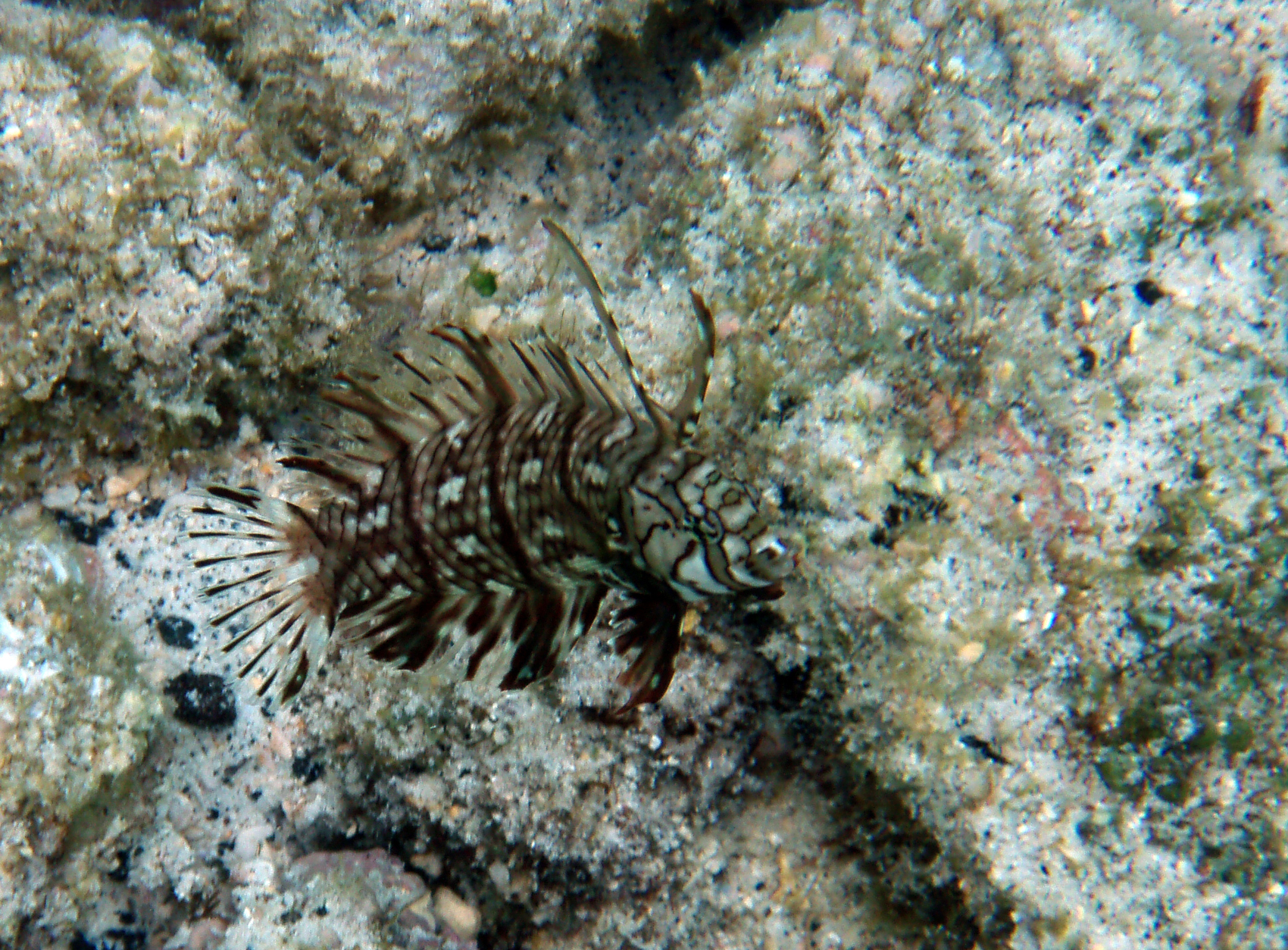
سمكة محرك الصخور اليافع، يحاكي الطحالب

تمارس المحاكاة حيوانات مثل تنين البحر المورق وسمكة العقرب الورقية (Taenianotus triacanthus) التي تشبه أجزاء من النباتات، وتحرك أجسادها برفق كما لو كانت تتأرجح بفعل التيار. يوجد اختلاف ملحوظ في المظهر بين الأسماك البالغة واليافعة لنوع السمكة المعروفة باسم "عروس البحر الورقية [الإنجليزية]". حيث يشبه الصغير قطعة من الأعشاب البحرية المتناثرة. يسبح في وضع عمودي ورأسه لأسفل، ويتصرف بطريقة تحاكي تمامًا حركة قطعة من الأعشاب البحرية: يتحرك ذهابًا وإيابًا في الأمواج، وكأن لا حياة فيه.

### التزين الذاتي

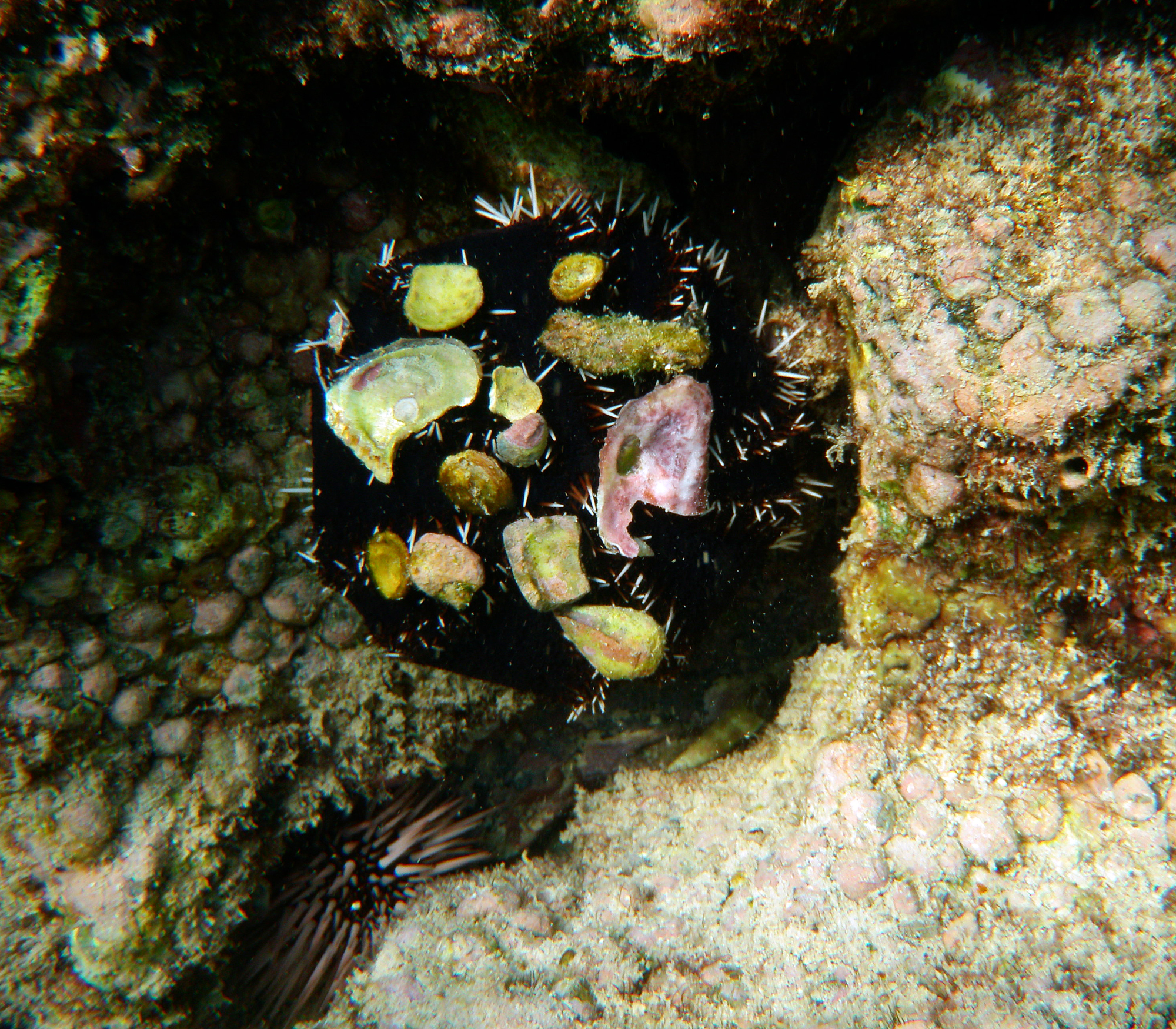
قنفذ البحر مزينة ذاتيا

تستخدم الزينة الذاتية من قبل الحيوانات في مجموعات مختلفة، بما في ذلك سلطعون الزينة، الذي يعلق مواد من بيئته، وكذلك الكائنات الحية، لإخفاء نفسها. على سبيل المثال، تنمو الهدابيات الرمادية (Hydractinia sodalis) على كامل الصدفة التي يعيش فيها سرطان البحر الناسك الياباني (Eupagurus constans). يمتلك سرطان ناسك آخر الإسفنج البرتقالي التحذيري (Suberites domuncula) الذي له طعم مر ولا يأكله السمك.
وبالمثل، تستخدم قنافذ البحر أقدامها الأنبوبية لالتقاط الحطام من القاع ووضعه على أسطحها العلوية. تستخدم الأصداف والصخور والطحالب وأحيانًا شقائق النعمان البحرية.

### التشتيت

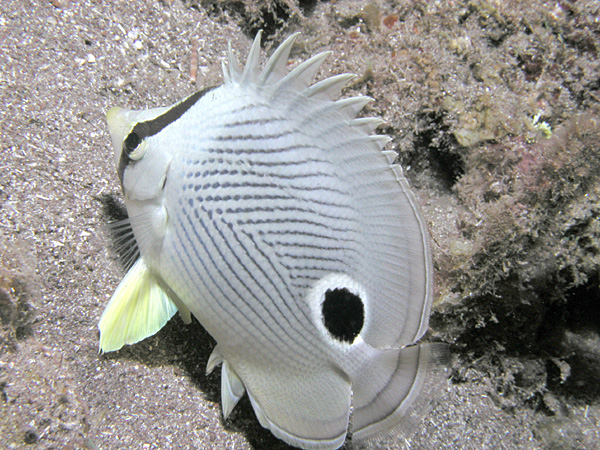
سمكة الفراشة ذات العيون الرباعية، تظهر عينها المخفية وبقعة عين زائفة بالقرب من الذيل

تستخدم العديد من الأسماك بقعًا عينية بالقرب من ذيولها، وهي عبارة عن تقليد ذاتي [الإنجليزية]، لصرف الانتباه عن الهجمات بعيدًا عن الرأس والعين الضعيفين. على سبيل المثال، يمتلك سمكة الفراشة ذات العيون الرباعية [الإنجليزية] خطًا عينيًا (مشتت) لإخفاء العين، بالإضافة إلى بقعة عينية كبيرة بالقرب من ذيله، مما يعطي انطباعًا بأن الرأس يوجد في نهاية الذيل للجسم.

### تشويش الخطوط العريضية
تتميز أسماك مثل سمكة اليعبول بأنماط تشويش جريئة على جانبيها، حيث تكسر خطوطها العريضية بتباينات قوية. تمتلك أسماك مثل سمك الدفدوف نطاقات لونية متشابهة تمتد إلى الزعانف البارزة بعيدًا عن الجسم، مما يصرف الانتباه عن الشكل الحقيقي للسمكة.
تتميز بعض الأسماك التي تحاكي الأعشاب البحرية مثل سمك الضفدع [الإنجليزية]و اسماك البتيروفيرين المنتفخة بإسقاطات وأشواك معقدة تترافق مع ألوان تشويش معقدة. يعمل هذا على إخفاء المظهر الخارجي المميز للأسماك ("خطوط السمكة")، بالإضافة إلى مساعدتها على الظهور كقطع من الطحالب.

### التلوين التكيفي

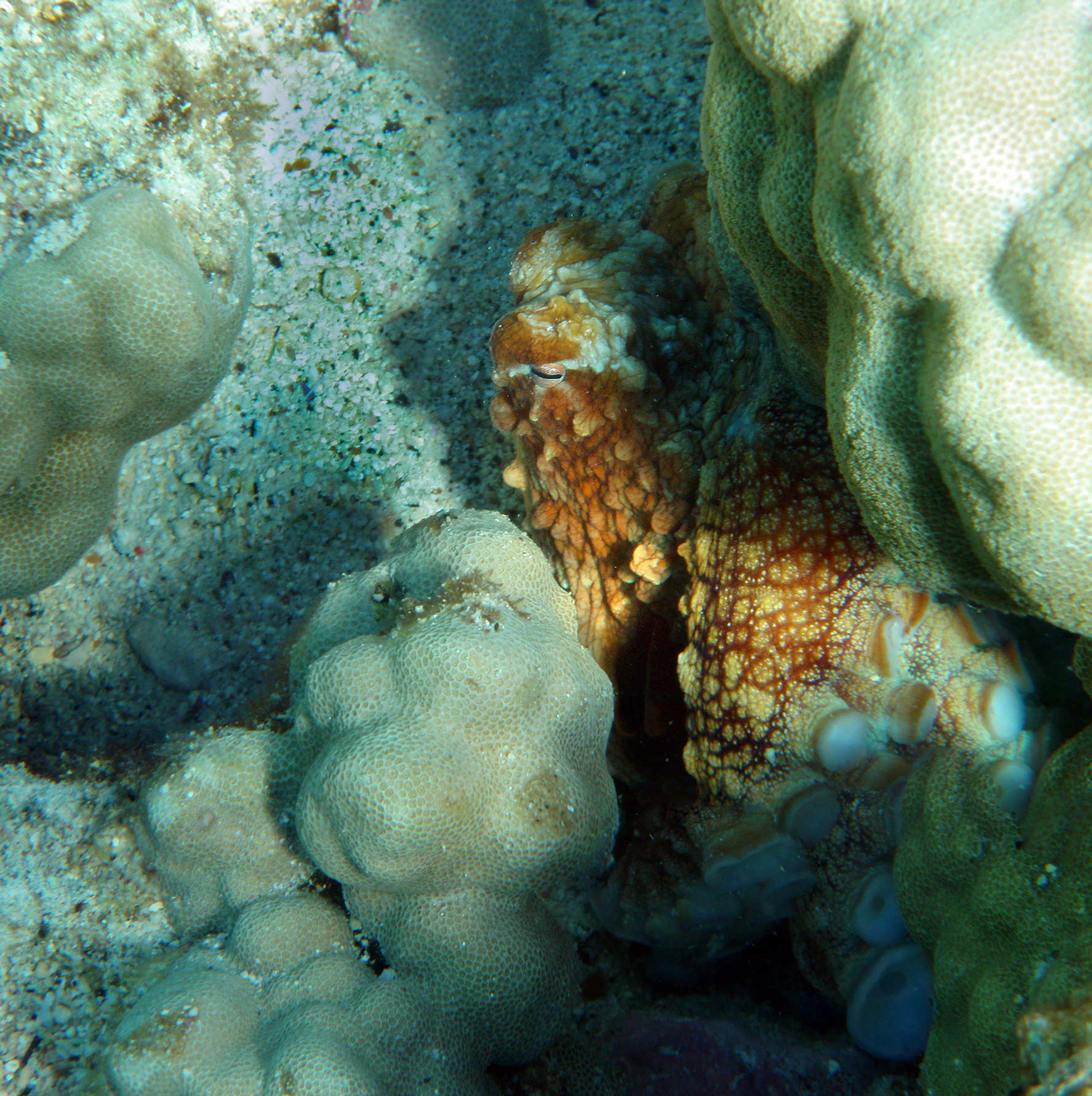
الأخطبوط الأزرق الكبير يصطاد خلال النهار، ويغير ألوانه وأنماطه ليصبح مخفيًا أو للإشارة.

تمتلك مجموعة متنوعة من الحيوانات البحرية القدرة على التمويه الفعال من خلال قدرتها على تغيير لونها بسرعة. يمكن لعدة أسماك قاعوية مثل السمك المفلطح إخفاء نفسها بشكل فعال ضد مجموعة متنوعة من الخلفيات. تستخدم العديد من الرخويات رأسيات الأرجل بما في ذلك الأخطبوط والحبار والكلمار تغيير اللون بشكل مشابه، وفي حالتها تستخدمه للتمويه والإشارات. على سبيل المثال، يعتبر الأخطبوط الأزرق الكبير [الإنجليزية]من الحيوانات المفترسة النهارية، ويمكن أن يتطابق مع ألوان وأنماط محيطه، وذلك لتجنب الحيوانات المفترسة ولتتمكن من الاقتراب من الفريسة. يمكن أن يشبه تمامًا صخرة أو مرجان يختبئ بجواره. وعند الضرورة، لإخافة مفترس محتمل، يمكنه أن يعرض علامات تشبه العيون.

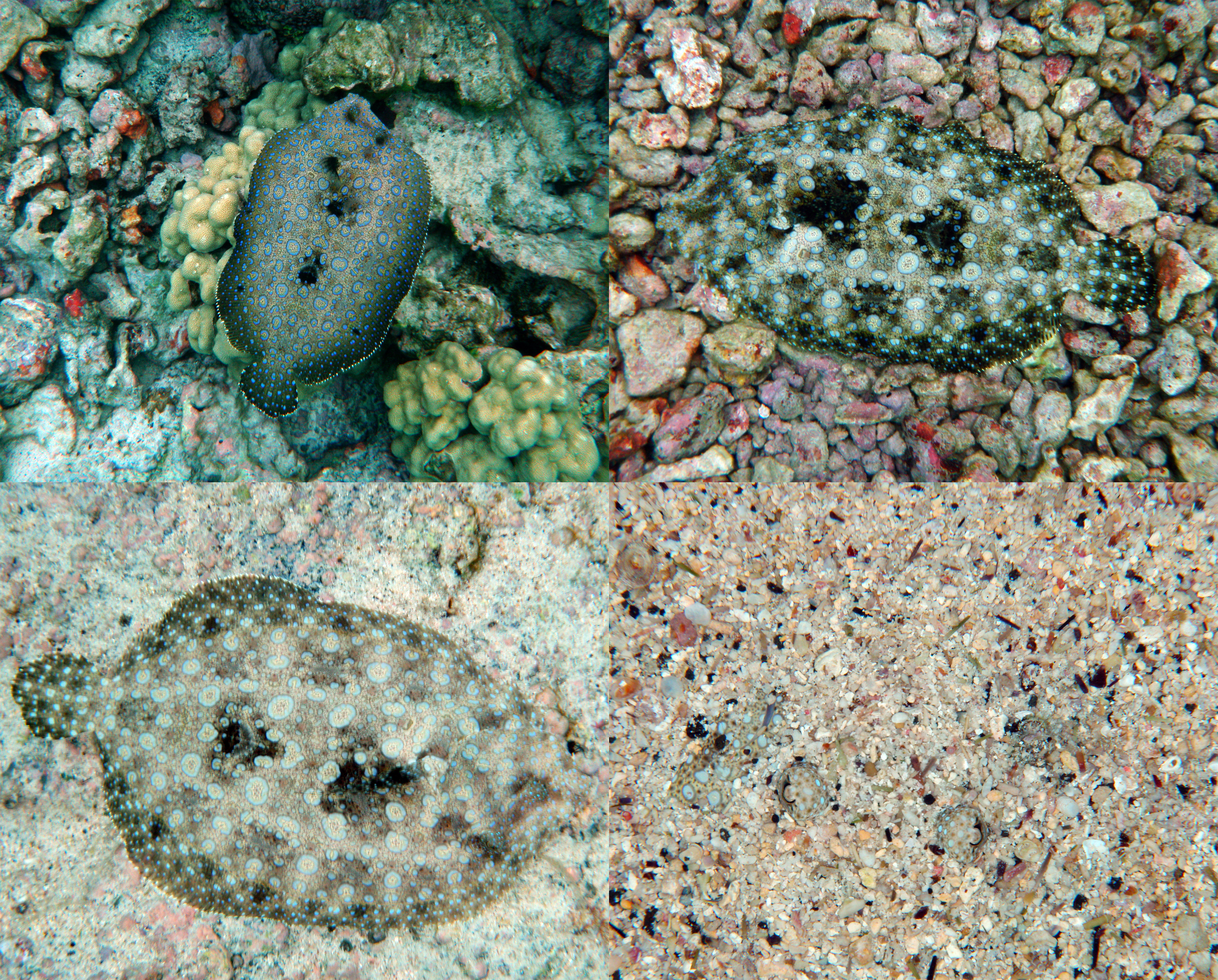
أربعة إطارات من سمكة الزينة الطاووس اُلتقطت على فترات متباعدة قليلة

مثل جميع السمك المفلطح، تتمتع سمكة المفلطح الطاووسي [الإنجليزية] بتمويه تكيفي ممتاز. يستخدمون التلوين الخفي لتجنب اكتشافهم من قبل كل من الفريسة والمفترسات. كلما أمكن ذلك بدلاً من السباحة، يزحفون على زعانفهم على طول القاع مع تغيير الألوان والأنماط باستمرار لتتناسب مع خلفيتهم. في إحدى الدراسات، أظهرت بعض السمك المفلطح القدرة على تغيير النمط في ثماني ثوانٍ. كانوا قادرين على مطابقة نمط ألواح الشطرنج التي تُوضع عليها. يعتبر تغيير النمط عملية معقدة للغاية تتضمن رؤية السمك المفلطح والهرمونات. إذا أصيبت إحدى عيني السمكة أو غطيت بالرمال، يواجه السمك المفلطح صعوبة في مطابقة نمطه مع محيطه. كلما كانت السمكة تصطاد أو تختبئ من الحيوانات المفترسة، فإنها تدفن نفسها في الرمال، تاركة فقط العينين بارزتين.

### سواد فائق
في أعماق البحار، على أعماق تزيد عن 200 متر، لا يصل إلا القليل جدًا من ضوء الشمس المتسرب من سطح المحيط. ومع ذلك، قد يستخدم المفترسون التوهج البيولوجي لإضاءة الفرائس، والعكس صحيح، حيث يكتشفونها من خلال الضوء الذي تعكسه. يمتلك ما لا يقل عن 16 نوعًا من أسماك أعماق البحار جلدًا أسود شديدًا لدرجة أنه يعكس أقل من 0.5٪ من الضوء الذي يسقط عليه عند طول موجة 480 نانومتر. كان أغمق نوع ينتمي إلى جنس (Oneirodes) المفترس والذي يعكس 0.044٪ فقط من الضوء المحيط، وكان أسودًا تقريبًا عبر النطاق 350 إلى 700 نانومتر.
يتحقق السواد الفائق بواسطة طبقة رقيقة ولكن مستمرة من الجسيمات في الأدمة، وهي الميلانوزومات. تمتص هذه الجسيمات معظم الضوء، كما أنها تكون بأحجام وأشكال تتناثر بدلاً من عكس معظم الضوء المتبقي. التقديرات تشير بأن الحجم الأمثل يتراوح بين 600 و 800 نانومتر. وبالمثل، توقع أن يكون الشكل الأمثل على شكل حبة الفول مع المحور الطويل من 1.5 إلى 3.0 أضعاف طول المحاور القصيرة. استوفت 14 نوعًا من أصل 16 نوعًا هذه المتطلبات. يشير النمذجة إلى أن هذا التمويه يجب أن يقلل من المسافة التي يمكن على أساسها رؤية مثل هذه السمكة بمقدار 6 أضعاف مقارنة بالسمكة ذات الانعكاس الاسمي بنسبة 2٪.
تنتشر الأنواع التي تتمتع بهذه التكيفات على نطاق واسع في الشجرة التصنيفية للأسماك العظمية (شعاعيات الزعانف)، حيث توجد في نوع واحد على الأقل في كل من الرتب التالية: أنقليس، فمويات الشكل، فانوسيات الأنوف، عنقديات الشكل، الأفعوانيات، الفرخيات وأبو الشص. يوحي هذا التوزيع بدوره بأن الانتقاء الطبيعي قد دفع إلى التطور المتقارب للتمويه الأسود الفائق بشكل مستقل عدة مرات.